# Obytečtí z Obytec
Obytečtí z Obytec byli starý český šlechtický rod původně vladycký, později panský. Jméno bylo odvozeno od statku Obytce na Klatovsku, kde se uváděli od konce 14. století. Vlastnili menší statky v západních Čechách, své nejstarší sídlo v Obytcích ztratili odkazem v roce 1584. Později získali majetek ve středních a jižních Čechách a nechali postavit několik zámků (Červené Janovice, Kluky, Tučapy). V 17. a 18. století se několik členů rodu uplatnilo ve vysokých funkcích ve státní správě a ve dvou liniích byli povýšeni do stavu svobodných pánů (1683, 1743). V dalších generacích jejich význam poklesl a v 19. století již nevlastnili žádné statky. Rod vymřel v roce 1860.

## Dějiny rodu

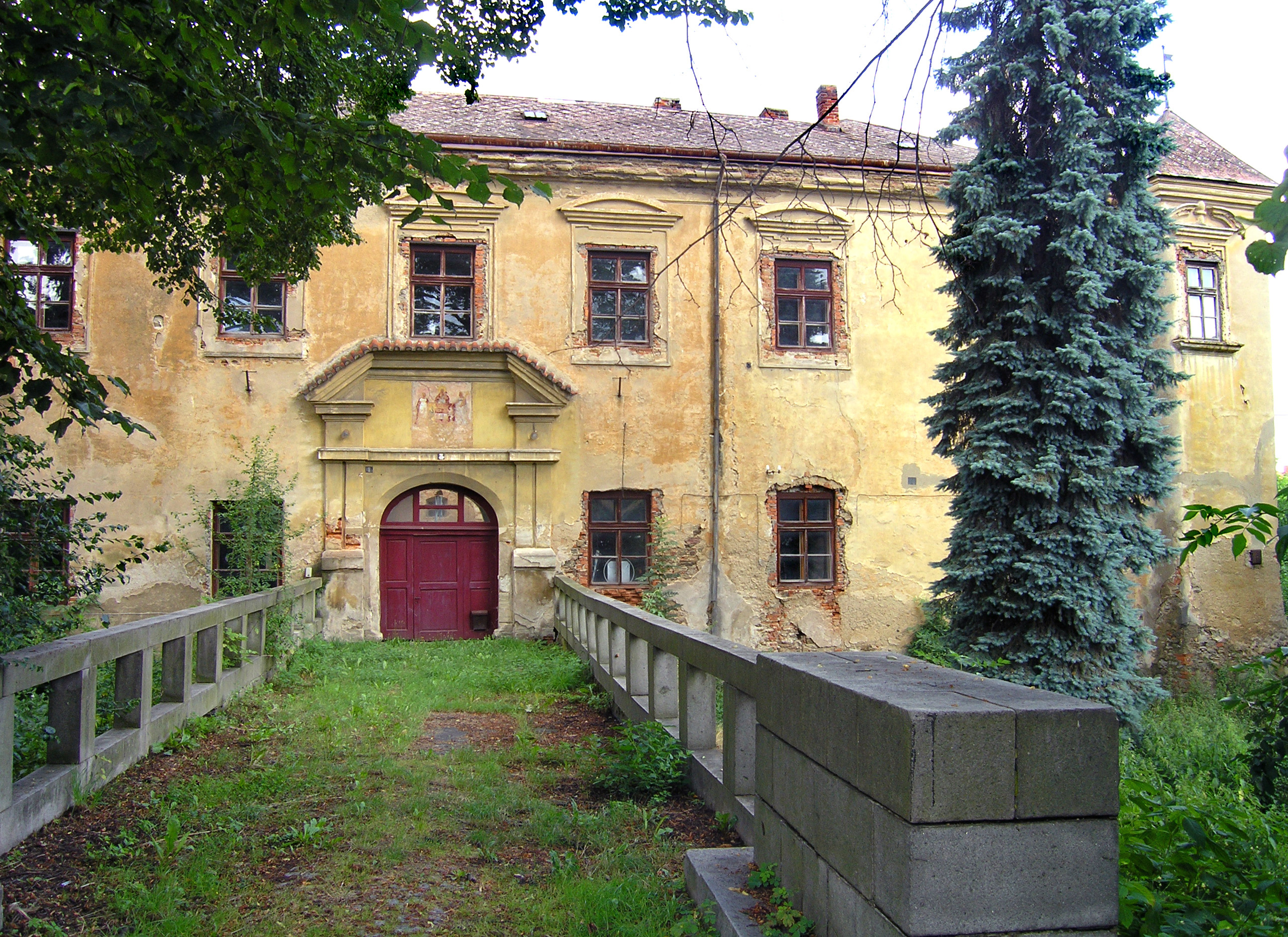
Zámek Červené Janovice, sídlo rodu v 17. a 18. století

Podle vsi Obytce se od konce 14. století psali různí příslušníci nižší šlechty, v nejstarších dějinách ale není zřejmé, zda šlo vždy o příslušníky jedné rodiny. Prokazatelným předkem Obyteckých z Obytec byl Výšek z Obytec připomínaný v letech 1411–1416. Z dalších generací byl Půta z Obytec purkrabím na hradě Švihov. Již v této době byla v rodině užívána křestní jména Litmír a Viduna (respektive Vyduna), která se v rodokmenu objevovala až do 19. století. Šlechtické sídlo v podobě tvrze se v Obytcích připomíná poprvé v roce 1543 při dělení pozůstalosti mezi pět synů Bohuslava Obyteckého (†1533), který byl též majitelem statku a tvrze Hvožďany na Příbramsku. Jan Obytecký (†1584) vykoupil podíly svých bratrů a stal se samostatným majitelem statku, zemřel ale bez potomstva a Obytce přešly odkazem na spřízněnou rodinu Koců z Dobrše.
Bohuslav Obytecký připomínaný na statku Kydliny měl dva syny, Jana a Václava Vidunu. Václav Viduna (†1625) byl purkrabím Pražského hradu (1622–1623), později královským prokurátorem (1623–1625) a císařským radou. Jako člen komise zkoumající zadlužení statků se podílel na procesu pobělohorských konfiskací a v roce 1624 koupil Křemýž a Ohníč v severních Čechách jako konfiskát po Volfu Karlu z Vřesovic. Zaplatil za ně 26 179 kop grošů, kvůli zadluženosti byly ale statky prodány po jeho smrti. Jeho syn Václav (1618–1648) byl úředníkem zemských desek a v roce 1648 byl zastřelen v Praze během švédského vpádu. Starší bratr Václava Viduny Jan (†1636) zdědil po otci Kydliny, v roce 1616 byl hejtmanem na královském panství Poděbrady a později byl i správcem města Nymburk. Byl vyšetřován kvůli účasti na stavovském povstání, protože se ale již během vzpoury striktně přidržel katolického vyznání, byl odsouzen jen k peněžité pokutě ve výši 400 zlatých. V roce 1623 koupil statek Soutice na Benešovsku a položil tak základy majetkového zázemí rodiny až do 18. století. S manželkou Annou Kalenicovou z Kalenic (†1666) měl dva syny. Starší Litmír Viduna byl pokračovatelem rodu, mladší Jan Jindřich vstoupil do jezuitského řádu. 

## Obytečtí v 17. a 18. století

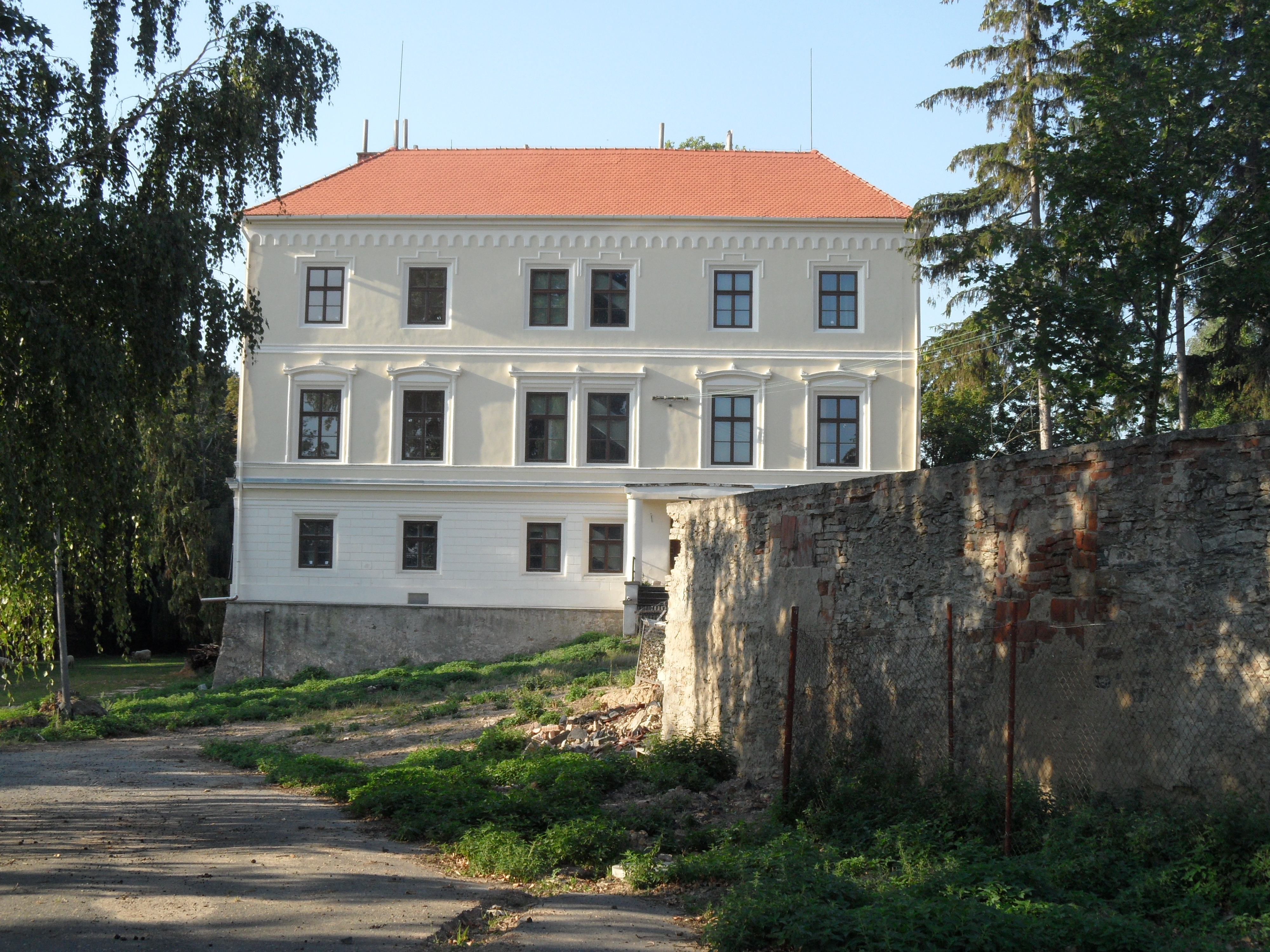
Zámek Kluky, sídlo rodu v 18. století

Janův starší syn Litmír Viduna František (1612–1671) patřil k významným představitelům rytířského stavu v pobělohorských Čechách. Byl císařským radou, přísedícím zemského soudu a celkem třikrát hejtmanem čáslavského kraje (1654–1657, 1660 a 1668). Po otci zdědil Soutice a jako dobrý hospodář svůj majetek dále rozšiřoval. Koupil Horku (1642), Petrovice (1658) a Kouty (1667). Spolu s manželkou Helenou Bechyňovou z Lažan vlastnil od roku 1646 také Červené Janovice, které později spojil se Souticemi a vytvořil tak panství s jedním městečkem a 17 vesnicemi. V Červených Janovicích nechal postavit raně barokní zámek (1650–1660) za účasti italského stavitele Carla Brentaniho. Měl dva syny, kteří se o dědictví rozdělili, starší Jan Václav Ferdinand zdědil Červené Janovice a 11 vesnic, mladší Antonín Josef převzal po dosažení zletilosti Soutice se šesti vesnicemi. 
Litmírův mladší syn Antonín Josef (1659–1706) zdědil při dělení otcovských statků Soutice a Horku, které prodal v roce 1694. Mezitím získal sňatkem s Marií Františkou Evou Špulířovou z Jiter statek Tučapy v jižních Čechách. Tučapskou tvrz nechal upravit do podoby menšího zámku, zároveň byl donátorem místního kostela sv. Jakuba Většího, kde byl později pohřben. Antonín Josef byl radou zemského a komorního soudu a v roce 1683 se jako dobrovolník zúčastnil obrany Vídně před Turky. Díky tomu byl v roce 1683 jako první z rodu povýšen do stavu svobodných pánů, později ještě zastával funkci hejtmana bechyňského kraje (1703–1704). Měl dva syny, Dismase (†1757) a Augustina Václava (†1735), kteří krátce drželi statek Vlčeves. Tučapy zdědila jejich sestra Marie Magdalena, provdaná Malovcová. 

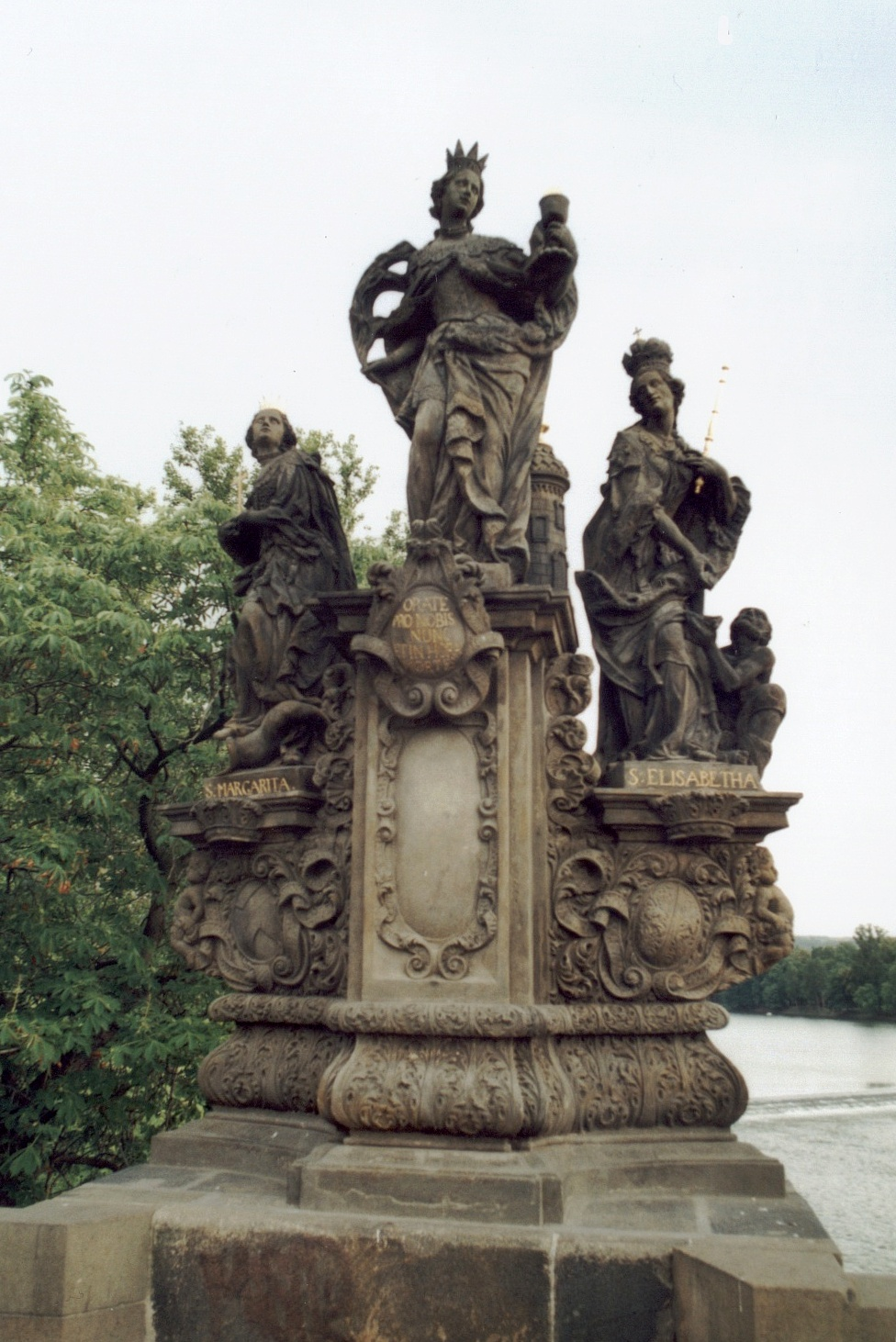
Sousoší sv. Barbory, sv. Markéty a sv. Alžběty Durynské na Karlově mostě s erby Jana Václava Obyteckého a jeho manželky Alžběty, rozené Vratislavové z Mitrovic

Litmírův starší syn Jan Václav Ferdinand (1639–1706) zdědil po otci panství Červené Janovice, kde trvale sídlil. Byl císařským radou a přísedícím zemského soudu, nakonec v letech 1699–1706 zastával úřad nejvyššího zemského podkomořího a z titulu této funkce byl zároveň členem sboru místodržících. Financoval vybudování sousoší sv. Barbory, sv. Markéty a sv. Alžběty Durynské na  Karlově mostě (Jan Brokoff). Na podstavci sousoší je umístěn jeho erb spolu s erbem manželky Alžběty Vratislavové z Mitrovic (1648–1713). Měli spolu čtyři syny, nejstarší Josef Viduna (†1749) prodal v roce 1715 Červené Janovice a poté žil v Kutné Hoře. Jeho dcera Josefa se provdala do rodu Chlumčanských z Přestavlk a byla matkou pražského arcibiskupa Václava Chlumčanského z Přestavlk. Další syn Isidor Václav (1682–1734) byl přísedícím zemského soudu a v letech 1718–1727 hejtmanem čáslavského kraje. Získal statek Kluky, kde nechal přestavět tvrz na barokní zámek.
Pokračovatelem rodu byl Isidorův syn Václav František (1709–1777), který byl císařským radou, přísedícím zemského soudu a v letech 1738–1743 hejtmanem čáslavského kraje. Spolu se strýcem Tadeášem Františkem (†1747) byl v roce 1743 povýšen do stavu svobodných pánů. Po matce Františce byl potomkem Robmhapů ze Suché, který vymřel v roce 1761 a Václav František poté požádal o spojení jmen a erbu obou rodů. Majestát na alianci Obytecký-Robmhap, respektive svobodný pán Obytecký Rabenhaupt z Obytec a ze Suché, byl vydán v roce 1766. Kromě zámku Kluky vlastnil krátce v letech 1759–1765 statek Horka, který byl již v minulosti majetkem rodu. Měl tři syny, Kajetána Tadeáše, Jana Václava a Leopolda,  kteří počátkem 19. století prodali Kluky a poté již rodina nevlastnila žádné statky. Kajetánův syn František (1780–1845) zemřel jako poslední mužský potomek rodu a jeho dcerou Marií Johanou (1811–1860), provdanou za Františka Viléma Podstatského-Thonserna, rod vymřel úplně (zemřela 16. listopadu 1860 v Praze).

## Erb

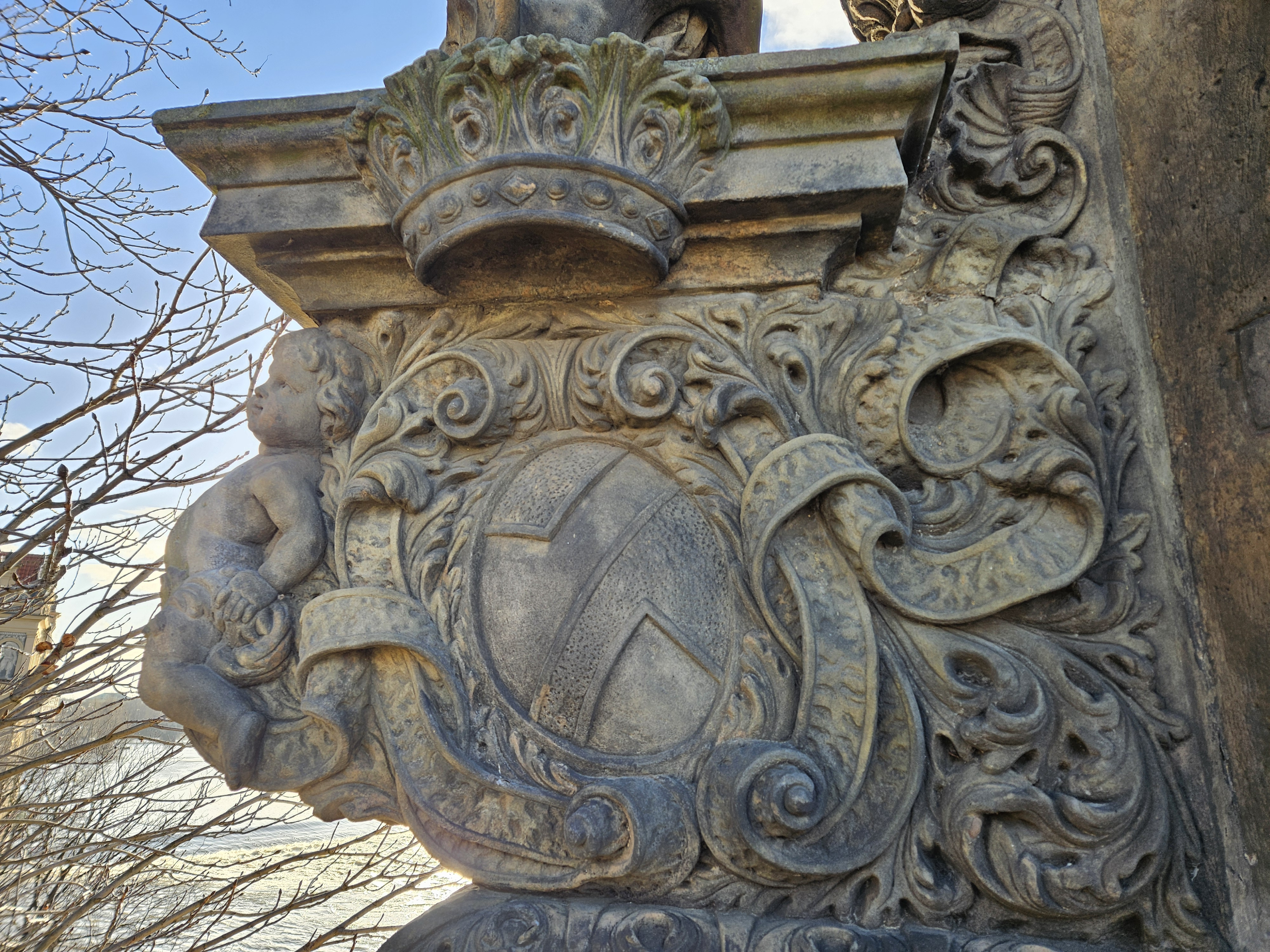
Erb Obyteckých na sousoší sv. Barbory na Karlově mostě v Praze

Rodovým erbovním znamením byl stříbrno černě kosmo dělený štít s šikmým černo-stříbrným břevnem. Při rozšíření o jméno vymřelého Robmhapů ze Suché došlo také k přijetí jejich erbu (1766). Erb Obyteckých je k vidění na podstavci sousoší sv. Barbory, sv. Markéty a sv. Alžběty Durynské na Karlově mostě v Praze nebo na podstavci sochy sv. Isidora před jezuitskou kolejí v Kutné Hoře. Rodový erb užívá jako obecní znak také jejich nejstarší sídlo obec Obytce.

## Osobnosti
- Václav Viduna (†1625), purkrabí Pražského hradu, královský prokurátor
- Litmír Viduna (1612–1671), hejtman čáslavského kraje, císařský rada
- Jan Václav Ferdinand (1639–1706), nejvyšší zemský podkomoří
- Antonín Josef (1659–1706), hejtman bechyňského kraje, 1683 svobodný pán
- Isidor Václav (1682–1734), hejtman čáslavského kraje
- Václav František (1709–1777), hejtman čáslavského kraje, 1743 svobodný pán, 1766 svobodný pán Obytecký-Robmhap